# Mountfield HK
Mountfield Hokejový Klub är en tjeckisk ishockeyklubb från Hradec Králové som grundades 1925. Klubben spelar i tjeckiska extraligan och deras hemmaarena är Zimní stadion.
Mountfield har aldrig vunnit en titel och som bäst tagit sig till semifinal i tjeckiska slutspelet. Klubben tog sig till final i Champions Hockey League säsongen 2019/2020, men förlorade där mot Frölunda HC.